# My Love Is Bold
My Love Is Bold är den kanadensiska rockgruppen Danko Jones' andra EP, utgiven 1999 på skivbolaget Sound King Records.

## Låtlista
Alla låtar är skrivna av Danko Jones.
1. "Samuel Sin" - 1:19
2. "Bounce" - 3:06
3. "Sex Change Shake" - 2:12
4. "The Mango Kid" - 3:36
5. "If I Were You" - 6:51
6. "My Love Is Bold" - 4:39

### Fotnoter
1. ↑  ”My Love Is Bold”. Discogs.com. http://www.discogs.com/Danko-Jones-My-Love-Is-Bold/release/2845675. Läst 5 maj 2012.